# Прибор за писање
Прибор за писање је предмет који се користи за писање. Најстарији прибори за писање били су различити дрвени штапићи, шиљасто камење, преломљене шкољке и др.

## Материјали и прибори којима се писало
Прибори за писање су условљени материјалом на коме се писало. Разликују се две технике писања:
- урезивање знакова у тврду површину,
- писање знакова неком врстом боје.

За урезивање су се користили длето, чекић и шиљци, док су се за писање по неком мекшем материјалу (нпр. глинене или воштане плочице) употребљавале различите писаљке, односно стилуси.

### Длето и чекић
Египатски хијероглифи су се првобитно клесали на стенама храмова, великих грађевина, надгробним споменицима оштрим металним длетом и чекићем. Такође су се длетом или ножем усецали хијероглифи у дрво.

### Четкице
Стари Египћани су сликали малим штапићима од рогоза, направљених у виду четкица. Са њима су наносили на камен или неки други материјал различите обојене течности. Такође, од 3. века п.н.е., Кинези су употребљавали четкице (проналазач Менг Тиен) од длака животиња. У Кини, Јапану и др. су се четкице и данас задржале као прибор за писање.

### Стилуси
Стилуси (лат. stilus) су прибор за писање израђивани од метала (бронза, гвожђе) или слоноваче. У ретким случајевима су се користили драгоцени метали. Највише се користио за писање на воштаним таблицама. Писало се заоштреним врхом, док се тупи део користио за глачање воска или исправљање текста.
Стилуси су коришћени највише у средњем веку и израђивани су у дужинама од 15 до 20 центиметара. Ђаци у средњем веку у Европи су користили стилусе да пишу на дрвеним таблицама обложеним црним или зеленим воском, остављајући беле трагове са оштрим крајем стилуса који су могли да буду обрисани тупим крајем.

### Каламус
Каламус је прибор за писање направљен од цевастих стабљика биљака (нпр. трска) и косо исечених на врху. Њима се писало на папирусу тако што би се каламус прво умочио у мастило. Мастило се правило од чађи, смоле и воде којима је касније додаван прах дрвеног угља.
Користили су га Египћани, Грци, Римљани, Арапи, а такође је познат и Србима, Турцима и другим народима.

### Перо
Птичје перо је коришћено на почетку средњег века у Европи. Направљено је од репова или крила великих птица. Неки историчари сматрају да их је први употребљавао Теодорик Велики (455-526). Најчешће су била дужине 30 центиметара и подрезана на врху.
Метално перо је употребљавано још у Риму пре 1800 година. Оваква пера су откривена у рушевинама Херкуланума и неким римским гробовима из 1. века н.е. Прво модерно челично перо је направљено 1789. године, а за његовог творца се сматра Алојз Зенефелдер, творац литографије. Наливперо је конструисано у Америци 1884. године, а у Европи се проширило после 1900. године.

### Оловка
Оловка је у употреби од 1790. године, мада је њен најважнији део, графит, откривен још 1564. године код Боровдала, у енглеској грофовији Кумберланду. Оловку од графита је усавршио 1790. године Француз Никола Конте.
- Примери неких прибора за писање
- Длето (скроз лево) из Месопотамије.
- Прибор за писање из 3-4. века н.е., пореклом из Грузије.
- Патент за наливперо из 1867. године